# 1954년 대한민국의 영화 목록
다음은 1954년에 제작된 대한민국의 영화 목록이다.

## 목록
- 《애원의 향토》
- 《운명의 손》
- 《창수만세》
- 《출격 명령》
- 《코리아》

## 참고 자료
- KOFIC 영화데이터베이스